# Préfecture de Kéran

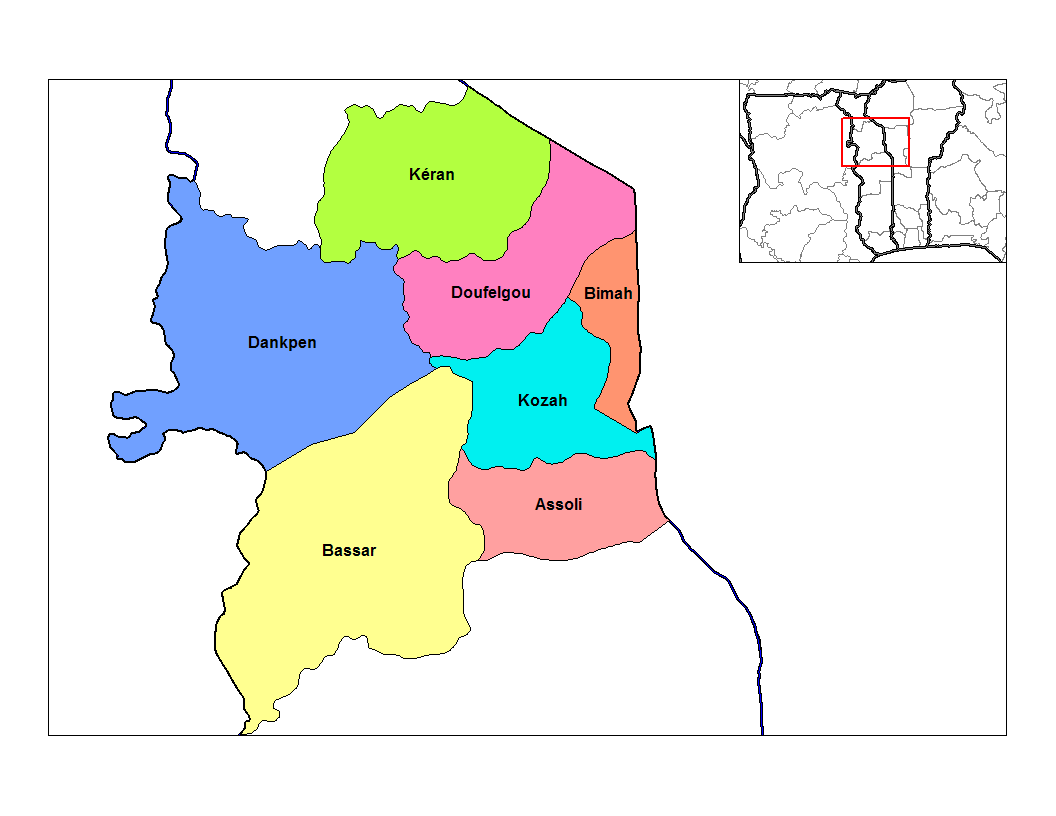

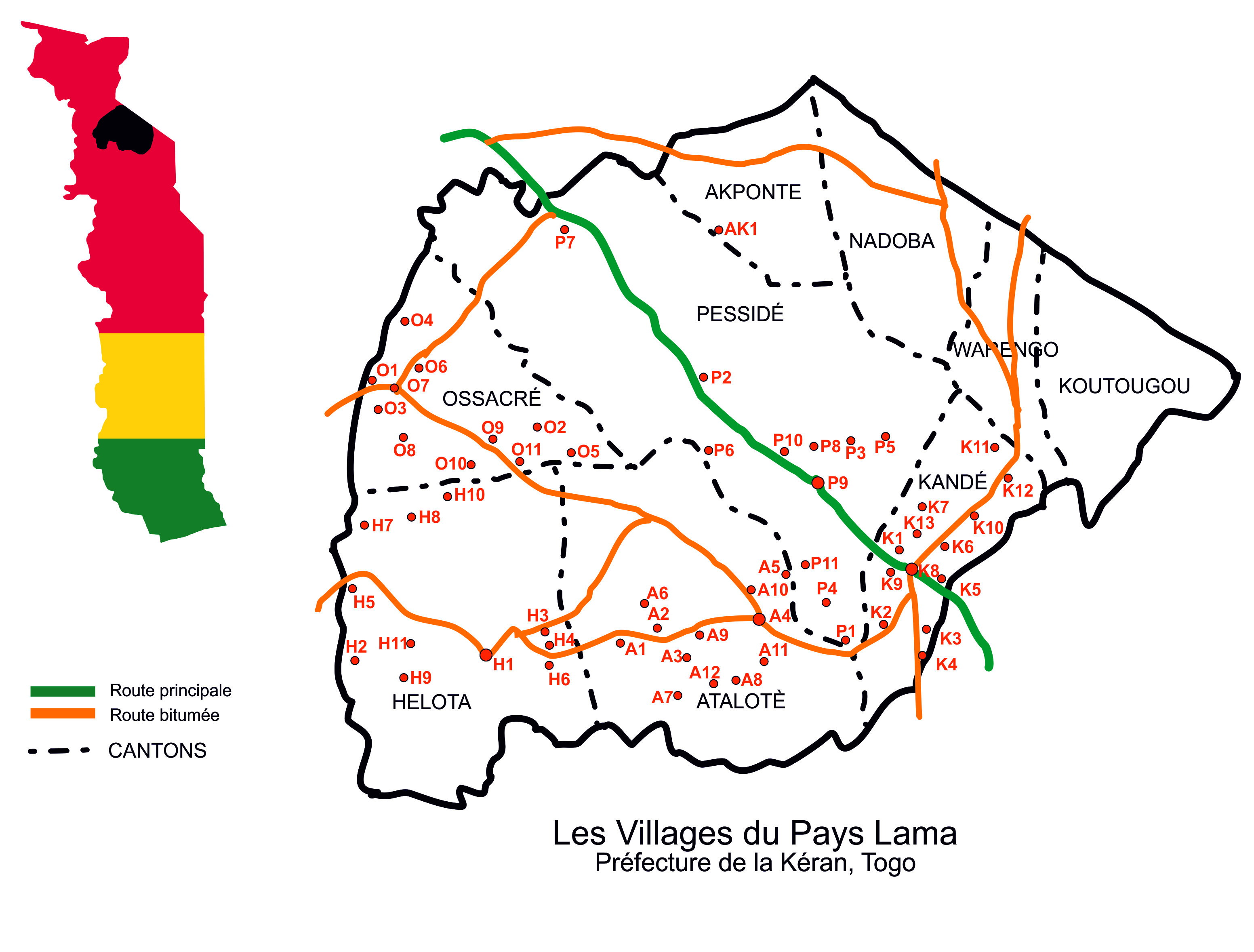
carte de localisation de la préfecture de kéran.

La préfecture de Kéran est une subdivision administrative du Togo en Afrique de l'ouest.

## Géographie

### Situation géographique
La préfecture de la Kéran est une préfecture du Togo. Elle est située dans la région de la Kara et sa capitale est Kandé (ou Kantè).
Elle est située au nord-est du pays, à la limite septentrionale de la Préfecture de Dankpen et de la préfecture de Doufelgou. Elle s'étend sur 1 660 km2 pour une population de 94 061 habitants avec une densité de 56,7 habitants par km2.

### Groupes ethniques et langues locales
La population de la préfecture de la Kéran est essentiellement composée des Lamba qui parlent le Lamba, des Tamberma, parlant le Ditamari, des N'Gangan et des Gnandé.

### Fêtes traditionnelles
Il s'agit de Tislim-Difoini-Oboudam. C'est en fait une combinaison de trois fêtes traditionnelles.
Tislim en Lamba qui signifie boisson pour invoquer la pluie. Lors de cette fête, les Lamba rendent grâce à Dieu et aux mânes des ancêtres pour les récoltes de la saison écoulée et implorent ces derniers pour un meilleur rendement agropastoral prochain. Elle ouvre aussi la voie aux funérailles en hommage aux personnes disparues dans la communauté.
Difoini est une cérémonie d'initiation du jeune garçon chez les Tamberma. ce dernier est soumis à des épreuves d'endurance, de résistance physique et morale. cette initiation lui permet d'intégrer la classe des adultes et matures.
Oboudam, aussi une fête de réjouissance.

### Tourisme
Les châteaux-forts du pays Tamberma se trouvent à l'est de la préfecture, ainsi que le parc national de la Kéran.

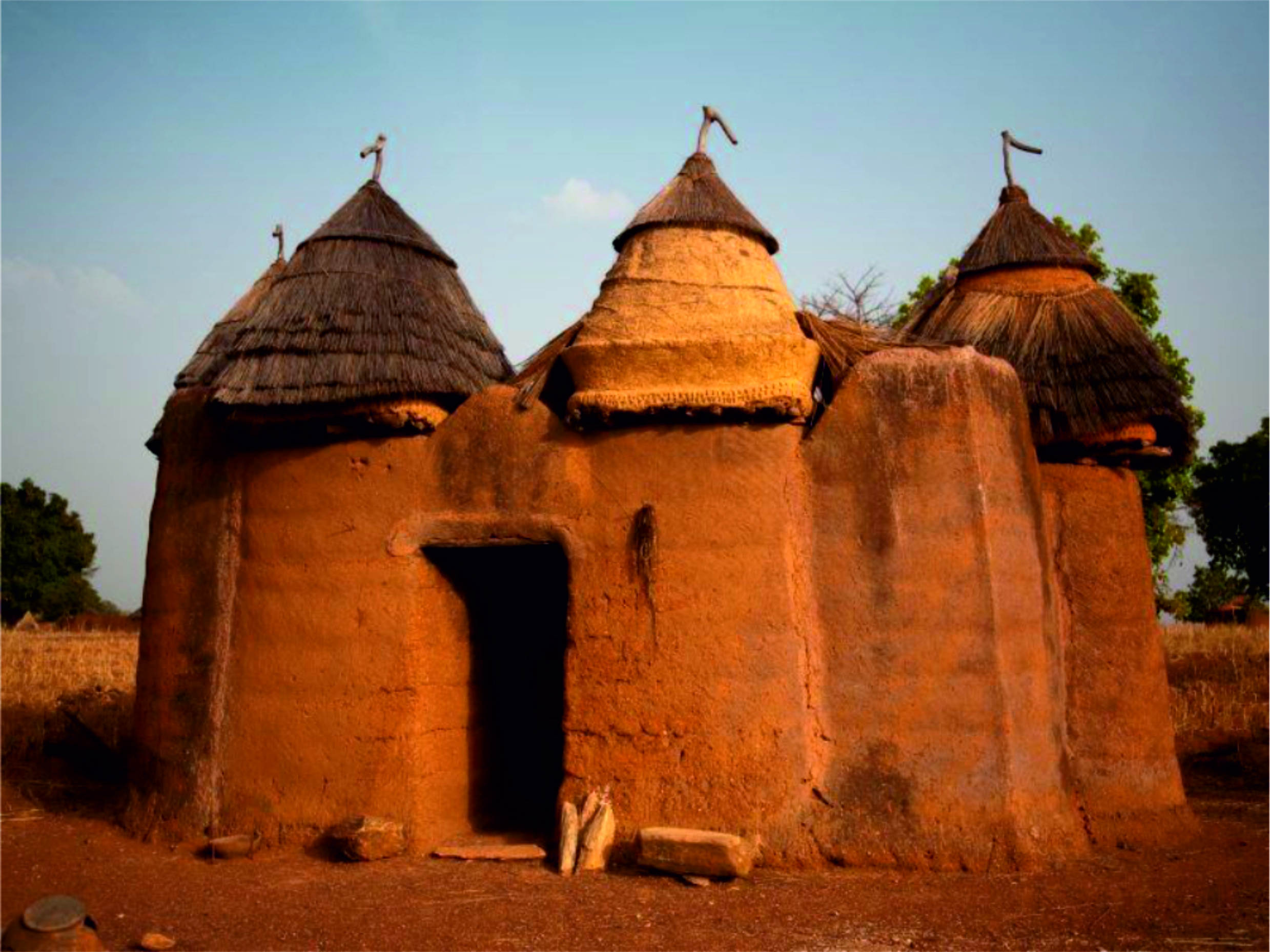
les tata Tamberma
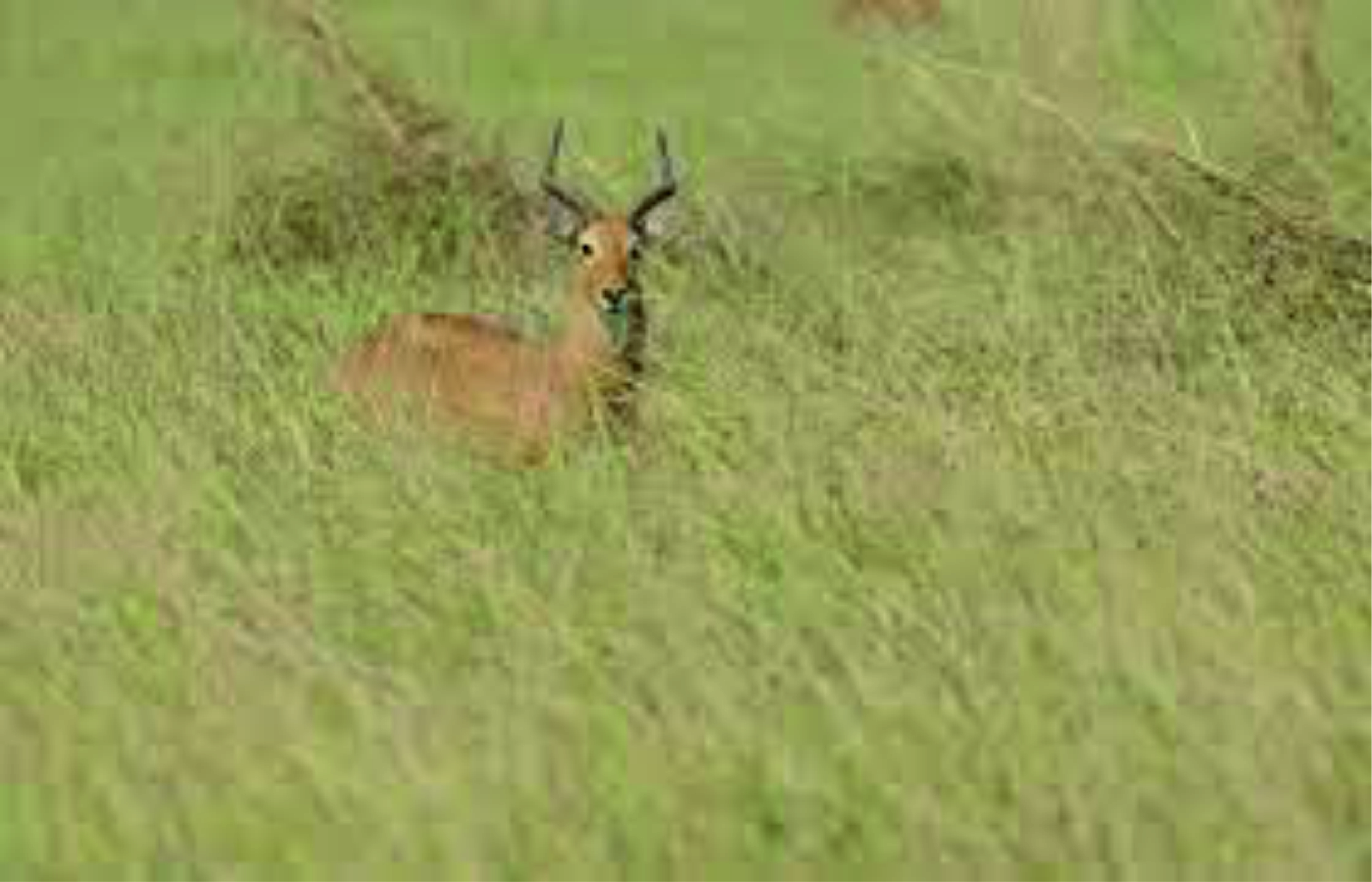
parc national de la Kéran